# Hans A. Traber
Hans A. Traber (* 10. Januar 1921 in Zürich; † 10. September 1986) war ein Schweizer Naturforscher und TV-Moderator.

## Leben
Hans Arnold Traber wurde am 10. Januar 1921 in Zürich geboren. Von 1940 bis 1945 war er Student der Medizin und Biologie an der Universität Zürich, die er aber ohne Abschluss verliess. 1944 war er als Bildredakteur der Zeitschrift Du tätig. 1947 war er der Leiter der biologischen Abteilung der Kulturfilm-AG. Er wechselte 1949 in die Abteilung Mikroskopie der Firma Wild Heerbrugg AG. Nebenbei war er in Heerbrugg Vorstandsmitglied der dortigen Volkshochschule Rheintal. Er organisierte Filmabende und Vortragsreihen. Ab 1955 drehte er für das Schweizer Fernsehen Filme zu naturkundlichen Themen. Im Studio Bellerive entstanden seine schweizweit bekannten Sendungen wie TV Baukasten oder Hans A. Traber gibt Auskunft. Am 14. Juni 1961 führte das Fernsehen einen Schulfernseh-Versuch durch. Dabei wurde die Sendung Plankton mit Traber als Moderator für 225 Schulklassen ausgestrahlt. Die Lehrer waren aufgefordert, diesen Beitrag kritisch zu beurteilen.  Durch seine enthusiastischste Art und Weise, wie er seine Sendungen moderierte, zog er seine Zuschauer in den Bann. Seine Filme waren für die damalige Zeit eine Sensation. 1967 entstand Leben unter der Lupe - Am Bach. Für diese Sendung verlegte er ein ganzes Fernsehstudio an einen Bach, mit Kamera, Beleuchtung und Mikroskop und Makro-Kamera. Er schuf 1960 den ersten Film über den Schweizer Nationalpark. Seine Langspielplatten mit Vogel- und anderen Tierstimmen fanden auch im Ausland Beachtung und sind als CD heute noch erhältlich. 1968 erhielt er den Adolf-Grimme-Preis für die Regie bei Leben unter der Lupe.
Unmittelbar vor seinem Tod erhielt Traber 1986 den Dr. h. c. der Universität Bern.

## Sendungen
- «Hans A. Traber gibt Auskunft»
- «TV Baukasten»
- «Leben unter der Lupe»

## Diskografie
- 1968 LP Aus Wald und Feld (Vogelgesänge und andere Tierstimmen)
- 1970 LP Aus Wald und Feld (Vogelgesänge und andere Tierstimmen) Folge 2
- 1972 LP Zu Gast beim König von Bhutan - Lieder, Volksmusik und Tänze
- 1975 LP Singende Landschaft (Vogelgesänge und andere Tierstimmen)
- 1984 LP Stereokonzert der Vogelstimmen aus Wald und Flur
- 1988 CD So singen unsere Vögel Folge 1
- 1992 CD So singen unsere Vögel Folge 2
- 1993 CD So singen unsere Vögel Folge 3

## Bücher
- Heimat des Lebens, Eugen Rentsch Verlag, Erlenbach-Zürich 1951